# 마지스카 학원 시리즈
마지스카 학원 시리즈(일본어: マジすか学園シリーズ)는 AKB48 및 그녀들의 자매 그룹이 주연인 학원물 시리즈이다. 3까지는 TV 도쿄, 4 이후는 닛폰 TV에서 제작하고 있다.
2015년에는 무대화 작품이 상연되었다.

## 시리즈 목록
- 마지스카 학원(2010년 1월 ~ 3월 방송, 12부작) - 주연 : 마에다 아츠코
- 마지스카 학원 2(2011년 4월 ~ 7월 방송, 12부작) - 주연: 마에다 아츠코
- 마지스카 학원 3[1](2012년 7월 ~ 10월 방송, 12부작) - 주연 : 시마자키 하루카
- 마지스카 학원 4[2](2015년 1월 ~ 3월 방송, 10부작) - 주연 : 미야와키 사쿠라, 시마자키 하루카
- 마지스카 학원 5[3](2015년 8월 25일 오전 12시 59분 ~ 1시 59분, 24일 심야에 지상파에서 2화까지 방송, 3화 이후는 Hulu에서의 배포만, 12부작) - 주연: 시마자키 하루카
- 마지스카 학원 0 : 기사라즈 난투편[4](2015년 11월 29일 오전 1시 5분 ~ 1시 35분(28일 심야)에 간토 지상파에서 방송, Hulu에서도 서비스, 1부작) - 출연 : HKT48, 기시단
- 카바스카 학원[5](2016년 10월 30일(예정) ~ ) - 주연 : 미야와키 사쿠라
- 마지무리 학원(2018년 7월 ~ 9월 방송) - 주연 : 오구리 유이

## 무대

### 마지스카 학원: 교토 혈풍 수학여행
2015년 5월에 “마지스카 학원: 교토 혈풍 수학여행”(マジすか学園 〜京都・血風修学旅行〜)가 아이아 시어터 도쿄에서 상연되었다. 주연은 마츠이 레나와 요코야마 유이의 더블 주연.

#### 캐스트
- 게키카라(ゲキカラ→너무 매움) - 마츠이 레나(SKE48/노기자카46)[6]
- 오타베(おたべ) - 요코야마 유이(AKB48)[6]
- 헤코(ヘコ) - 타니구치 메구(AKB48)[7]
- 콘도(近藤) - 나카니시 치요리(AKB48)[7]
- 카미소리(カミソリ→면도칼) - 코지마 마코(AKB48)[7]
- 갓츠(ガッツ) - 타노 유카(AKB48)[7]
- 히지카타(土方) - 나가오 마리야(AKB48)[7]
- 산카쿠(サンカク) - 오시마 료카(AKB48)[7]
- 좀비(ゾンビ) - 오와다 나나(AKB48)[7]
- 오오이리(オオイリ) - 카와모토 사야(AKB48)[7]
- 보테(ボテ) - 타카하시 주리(AKB48)[7]
- 오키타 - 오카다 나나(AKB48)[7]
- 우리보(瓜坊) - 니시노 미키 (AKB48)[7]
- 사노(サーノ) - 무토 토무(AKB48)[7]
- 신파치(シンパチ) - 이노 미야비(AKB48)[7]
- 하지메(ハジメ) - 우메타 아야노(AKB48)[7]

### 마지스카 학원: Lost In The SuperMarket
2016년 7월 25일 - 8월 5일 아카사카 ACT 시어터에서 상연되었다.카시와기 유키 주연.드라마 《마지스카 학원 5》에서 1년후의 세계를 그리고있다.

#### 캐스트
- 블랙(ブラック) - 카시와기 유키(AKB48/NGT48)[9]
- 우친(ウーチン) - 오오시마 료카(AKB48)[9]
- 카타부츠(カタブツ) - 오카다 나나(AKB48)[9]
- 스키나시(スキナシ) - 오다 에리나(AKB48)[9]
- 카마보코(カマボコ) - 코지마 마코(AKB48)[9]
- 오쥬켄(オジュケン) - 고토 모에(AKB48)[9]
- 펠리칸(ペリカン) - 코미야마 하루카(AKB48)[9]
- CG - 사사키 유카리(AKB48)[9]
- 이카노메(イカノメ) - 타카하시 쥬리(AKB48)[9]
- 우봐루(ウヴァル) - 타노 유카(AKB48)[9]
- 칸도레(カンドレ) - 나카니시 치요리(AKB48)[9]
- 니시고리(ニシゴリ) - 니시노 미키(AKB48)[9]
- 텍사스(テキサス) - 노무라 나오(AKB48)[9]
- 항나마(ハンナマ) - 후쿠오카 세이나(AKB48)[9]
- 우테나(ウテナ) - 모기 시노부(AKB48)[9]
- 오라키오(オラキオ) - 유모토 아미(AKB48)[9]

## 같이 보기
- 마지조 정상 블루스(マジジョテッペンブルース) - AKB48의 노래.
- Hulu - 전체 시리즈를 배포하고 있는 것 외에 ‘4’에서는 지상파 방송에 앞서서 배포가 행해졌으며, ‘5’에서는 2화까지 지상파 방송 후에 배포, 방송되지 않는 3화 이후는 단독 배포한다.